# Elizabeth Kendall
Elizabeth Kendall (1855-1952) est une universitaire américaine, professeure d'histoire et de sciences politiques.

## Biographie
Elizabeth Kendall est née le 7 avril 1855 à Middlebury (Vermont). Elle est la seconde fille de Lucretia Hasseltine Kimball et de Reuben Safford Kendall. 
Elle commence ses études en Allemagne, à Heidelberg et en France. Elle passe deux ans à l'Université d'Oxford pour y étudier l'Histoire, à Radcliffe College, est diplômée en droit à Boston University, est professeur à Lake Forest (Illinois), puis est recrutée par Wellesley College, l'une des Sept Sœurs.
Elle y entre en 1879, y enseigne d'abord le français, l'allemand, puis l'histoire et les sciences politiques. Elle y donne un cours intitulé Constitutionnal History of England. Elle participe à la création de l'Agora Society qui « tente de créer un idéal supérieur de féminité qui peut conduire les étudiantes tout au long de leur vie à travailler pour leur pays, pour leurs semblables. »,. Elle se rend en Inde pour y étudier le système colonial. En 1914, elle visite la Turquie et en 1915, le Kueichow et le Kuangsi en Chine. En 1917, elle est à Shanghai, puis part pour le Kansu. Elle revient à Shanghai par bateau sur la rivière Han, puis par le Kinhan Railway, via Kaifeng, Hsuchowfu et Pukow.
En 1921, après qu'elle eut pris sa retraite de professeure d'Histoire,, le Women's Yenching College (en) de Pékin devient sister college de Wellesley College et reçoit la visite de la présidente de Wellesley, Ellen Fitz Pendleton. Celle-ci décide alors de lui envoyer deux professeurs invités : Elizabeth Kendall et  Eliza Kendrick. 
Elle meurt en 1952.

## A Wayfarer in China
En 1911, elle entreprend un voyage « without a companion of her own race or color » mais avec son terrier irlandais, Jack, qui la suivit dans tous ses périples. Elle parcourt la Côte dalmate, puis la Turquie et l'Inde. En Birmanie, elle n'obtient pas de passeport du gouvernement chinois pour pénétrer en Chine, qu'elle gagne par mer débarquant à Canton. Elle parcourt la Chine parfois en chaise à porteurs, parfois à cheval, parfois à pied. Elle passe par le Tibet, descend le  Yang-Tsé, gagne Hankou par le train, puis le désert de Gobi, où elle put remettre à un prince mongol un buggy commandé aux États-Unis. Elle rejoint le lac Baïkal et prend le Transsibérien à Irkoutsk. Elle gagne Liverpool, d'où elle revient aux États-Unis.
Elle a publié en 1913 la relation de ce voyage : A Wayfarer in China. Ce voyage et sa relation lui ont valu d'être nommée Fellow of the Royal Geographical Society.
A Wayfarer in China se situe dans le cadre de la littérature féminine sur les voyages et de l’étude critique du colonialisme à travers les carnets de voyage. Kendall entreprend des incursions audacieuses dans des contrées lointaines à un moment crucial dans l’histoire de la Chine et émet des jugements tout aussi audacieux sur les cultures qu'elle rencontre. Sa perspective est étonnamment contemporaine dans sa critique de la domination culturelle, celle de l'Occident en Chine tout comme celle de la majorité Han sur les Tibétains et d'autres minorités autochtones.

## Hommages
- En 1920, Wellesley College crée une chaire à son nom[19]. En 2019, son titulaire est Lidwien Kapteijns[23].

## Elizabeth Kendall vue par ses contemporains
- « Now, a few words about Jack's mistress, Miss Elizabeth Kendall, member of the history department of Wellesley College, who when at home teaches history and politics to America's young women, and when she is not travels with Jack to the hidden places of the earth. Miss Kendall is a sturdy, grey-haired, little lady of somewhat past middle age, who travels because she loves travelling, and to gather world impressions the better to fill the chair of history and politics at Wellesley, which is in Massachusetts near Boston. That she thinks no more of going alone with her dog and one Chinese servant to the Tibetan border than most Shanghai women would think of visiting the native city here, indicates the stuff of which she is made. Miss Kendall has visited every country worth visiting except Japan »[24]
- Un de ses collègues la caractérise ainsi : comme beaucoup d'universitaires femmes, elle était à la fois invisible et extravisible[note 5].
- Mary Dewson (en), qui fut son élève à Wellesley, a déclaré que ce fut elle qui l'encouragea à poursuivre des études d'Histoire. Elle la considérait comme la personne la mieux habillée de l'université[25].
- « C'est le vent de la lande ouverte qui bruit dans la robe académique de Miss Kendall. Les portes et même les fenêtres de sa salle de classe sont des tentations continuelles. Elle aspire au changement, à l'aventure, à l'exploration des espaces lointains du globe. Grâce à sa généreuse fidélité à Wellesley, elle réalise que Wellesley n'est pas le monde. », Katharine Lee Bates[26]

## Archives
Les papiers de Kendall sont conservés aux archives de Wellesley College.

## Œuvres

### Livres

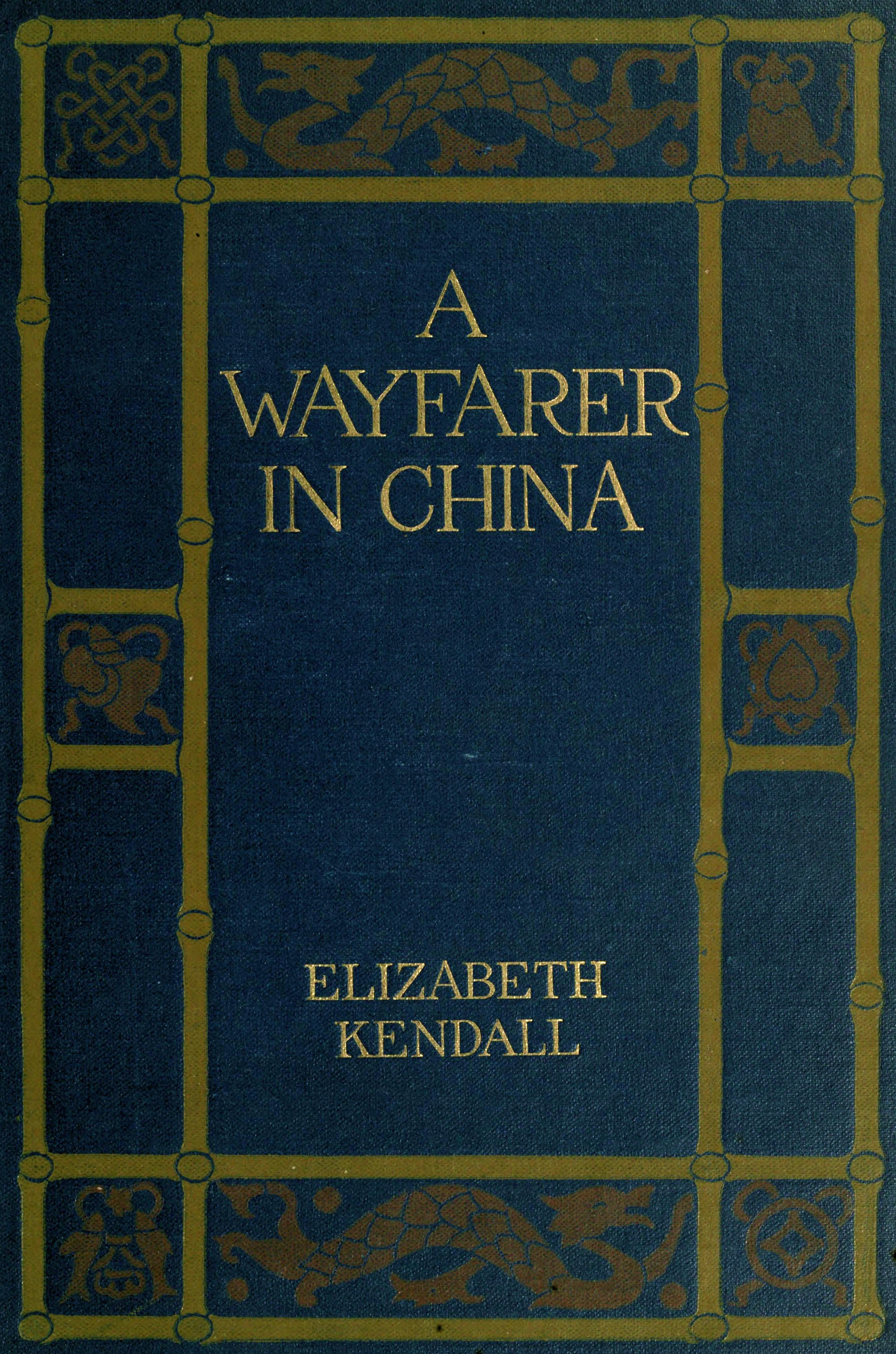
A Wayfarer in China

- The Growth of the English Nation, 1894 [lire en ligne]
- A History of England for High Schools and Academies, 1899 [lire en ligne]
- A Wayfarer in China. Impressions of a Trip Across West China and Mongolia. With illustrations, Boston and New York, Houghton Mifflin Company, The Riverside Press Cambridge, 1913 (en) A Wayfarer in China  (Wikisource anglophone)
- A Short History of England for School Use, 1920[note 6],[lire en ligne]

### Articles
- « A Word on the Russian Question », The Wellesley News,‎ 17 mai 1905, p. 5
- « From The Great River to The Great Wall », The Wellesley News, vol. 21, no 10,‎ 5 décembre 1912, p. 1